# Paul Guillaume Farges
Paul Guillaume Farges (Monclar-de-Quercy, 1844 – Chongqing, 1912) è stato un botanico e missionario francese.

## Biografia
Inviato in Cina nel 1867, fece base dapprima a Nord-Est di Sichuan sino al 1903 (o 1892 secondo altri), quindi a Chongqing 重庆市, dove rimase sino alla morte.
Padre Farges collezionò più di 4 000 esemplari di piante, fra cui numerose specie nuove, che inviò  a Parigi, al Museo nazionale di storia naturale di Francia, dove il botanico Adrien René Franchet le denominò, le classificò e le descrisse.
Fu il primo a introdurre in Europa il kiwi (Actinidia chinensis, di cui in seguito sarà più nota la varietà Actinidia chinensis var. deliciosa), inviandone un esemplare al vivaista Maurice de Vilmorin nel 1897.
Il suo nome è stato attribuito a molte specie, fra cui: 
- Abelia fargesii
- Abies fargesii - Abete di Farges
- Aralia fargesii
- Arisaema fargesii
- Bashania fargesii
- Betula fargesii - Betulla di Farges
- Calantha fargesii
- Carpinus fargesii - Carpino di Farges
- Catalpa fargesii
- Clematis fargesii - Clematide "Paul Farges"
- Clethra fargesii
- Corylus fargesii - Nocciolo di Farges
- Cypripedium fargesii
- Decaisnea fargesii
- Epigenium fargesii
- Geranium fargesii - Geranio di Farges
- Habenaria fargesii
- Heracleum fargesii
- Ilex fargesii
- Lilium fargesii - Giglio di Farges
- Lonicera fargesii
- Paris fargesii
- Paulownia fargesii
- Rhododendron fargesii
- Salix fargesii
- Scrophularia fargesii
- Torreya fargesii
- Veronica fargesii
- Viscum fargesii.

In particolare, è stato nominato in suo onore il genere di bambù Fargesia.